# Carreras Building, Londra

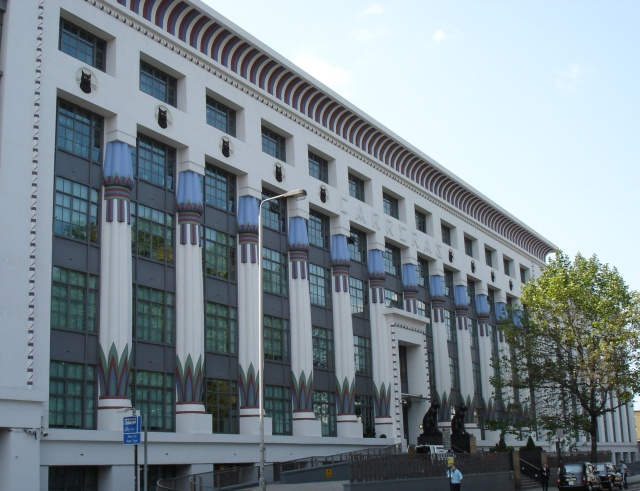
Greater London House, cunoscută între 1926 și 1961 sub numele (inițial) de Carreras Building.

Carreras Building, astăzi cunoscută sub numele de Greater London House, este o clădire construită în anul 1926, în stilul Art Deco, destinată în prezent găzduirii birourilor unor firme.  Clădirea se găsește în Mornington Crescent, Camden Town, Londra, fiind inițial concepută a fi clădirea unei fabrici a companiei de tabac Carreras.  
Clădirea a fost construită pe o suprafață comunală după proiectul realizat de M.E. & O.H. Collins.  Astăzi este cotată ca fiind una dintre cele mai recunoscute clădiri ale Londrei realizată în stilul Art Deco.  
Clădirea are 168 de metri lungime și este aproape în întregime albă.  Se pare că exteriorul ar fi fost inspirat de templul zeiței-pisică a Egiptului antic, Bubastis.  Când fabrica a fost dezafectată și clădirea a fost re-disignată pentru a găzdui birouri, foarte multe din detaliile originale ale exteriorului - incluzând un disc solar al zeului-soare Amon Ra, două pisici gigantice flancând intarea precum și multe detalii pictate - s-au pierdut.  În timpul unei restaurări din anii târzii 1990 clădirea a fost adusă la aspectul și măreția inițiale. 
Astăzi, Geater London House găzduiește oficii pentru compania de publicitate Young & Rubicam, dar și pentru alte companii.